# Кутова частота
Циклі́чною або кутово́ю частотою називається кількість коливань або обертань, яке фізичне тіло здійснює за час {\displaystyle 2\pi } секунд. У Міжнародній системі одиниць (SI) і системі СГС кутова частота виражається в радіанах за секунду.
Циклічна частота здебільшого позначається грецькими літерами {\displaystyle \omega } або {\displaystyle \Omega }. 
Вона зв'язана із лінійною частотою {\displaystyle f} й періодом {\displaystyle T} формулами 
{\displaystyle \omega =2\pi f={\frac {2\pi }{T}}}.
Використання циклічної частоти замість лінійної зумовлене зручністю у записі формул гармонічних коливань, наприклад
{\displaystyle x=x_{0}\sin \,\omega t},
замість 
{\displaystyle x=x_{0}\sin \,2\pi ft}.
Тут {\displaystyle x} — фізична величина, що здійснює коливання, {\displaystyle x_{0}} - амплітуда коливань.